# 王孝迪
王孝迪（?—?），宋朝寿州下蔡县（今安徽省凤台县）人，中国北宋大臣。
宋徽宗宣和七年（1125年），王孝迪知庐州，历任礼部尚书、吏部尚书、翰林学士。宋钦宗靖康元年（1126年）正月，担任中书侍郎，管理为金国犒军金银所，犒劳南下侵宋的金军。下出榜文，籍没士庶所有之物，声称如果不这样，金国“则男子杀尽，妇人虏尽，宫室焚尽，金银取尽”。时人称他为“四尽中书”。二月，罢职中书侍郎。南宋建立后，宋高宗建炎三年（1129年）三月再任中书侍郎，他和卢益都担任奉使金国信使。四月，再次罢职，提举西京嵩山崇福宫。